# Agyphantes
Genre
Agyphantes est un genre d'araignées aranéomorphes de la famille des Linyphiidae.

## Distribution
Les espèces de ce genre sont endémiques de Russie.

## Liste des espèces
Selon World Spider Catalog (version 16.5, 25/07/2015) :
- Agyphantes sajanensis (Eskov & Marusik, 1994)
- Agyphantes sakhalinensis Saaristo & Marusik, 2004

## Publication originale
- Saaristo & Marusik, 2004 : Two new petrophilous micronetine genera, Agyphantes gen. n. and Lidia gen. n. (Araneae, Linyphiidae, Micronetinae), from the eastern Palearctic with descriptions of two new species. Bulletin of the British Arachnological Society, vol. 13, p. 76-82.